# Sierra Mariscal
La región de Sierra Mariscal, oficialmente Región XI - Sierra Mariscal, es una de las 24 regiones socioeconómicas que conforman al Estado Libre y Soberano de Chiapas.
La Región XI Sierra Mariscal está conformada por diez municipios: Amatenango de la Frontera, Bejucal de Ocampo, Bella Vista, Chicomuselo, El Porvenir, Frontera Comalapa, La Grandeza, Mazapa de Madero, Motozintla y Siltepec.

## Historia

Mapa de la Sierra Mariscal, con los nombres de los municipios y sus cabeceras municipales.

Históricamente esta región a estado muy ligada a la vecina región de El Soconusco, formando una unidad durante el periodo colonial como la Gobernación del Soconusco, integrada esta a su vez en la intendencia de Ciudad Real de Chiapas.
Tras la independencia de Chiapas y su sucesiva anexión de la república mexicana el Soconusco quedó en situación de disputa entre la México y república Centroamérica, más tarde sucedida por Guatemala, situación que continuó hasta la firma del tratado de Herrera-Mariscal que ponía fin a los reclamos de Guatemala sobre territorios chiapanecos y fijaba los límites entre México y Guatemala.
Los pueblos de la Sierra Mariscal pasaron a depender políticamente de la diputación de Comitán pero en la práctica se manejaban independientes a esta.
Tras la reorganización regional del estado chiapaneco se reconoció como la unidad social y económica de esta región bajo el nombre oficial de Región XI - Sierra Mariscal.

## Ubicación
Colinda al norte con las regiones de Los Llanos y Meseta Comiteca, al este con la República de Guatemala, al sur con la región del Soconusco y al oeste con La Fraylesca.
| Noroeste: La Fraylesca | Norte: De Los Llanos | Nordeste: Meseta Comiteca    |
| Oeste: La Fraylesca    |                      | Este: República de Guatemala |
| Suroeste: Istmo-Costa  | Sur: Soconusco       | Sureste: Soconusco           |